# El poder
El poder es una obra de teatro de Joaquín Calvo Sotelo, estrenada en 1965.

## Argumento
En la Italia del siglo XVI, el Príncipe Bruno se ve compelido, por sus limitaciones físicas a moverse en silla de ruedas. Eso no le impide, sin embargo, conspirar y tramar sucesivos asesinatos de sus rivales para hacerse con el poder de la Corte.

## Estreno
- Teatro Alcázar, Madrid, 5 de octubre de 1965.
  - Dirección: Adolfo Marsillach.
  - Escenografía: Emilio Burgos.
  - Intérpretes: José Luis Ozores, Marta Padován, Gabriel Llopart, María Bassó, Carlos Ballesteros.